# Władysław Łukawski

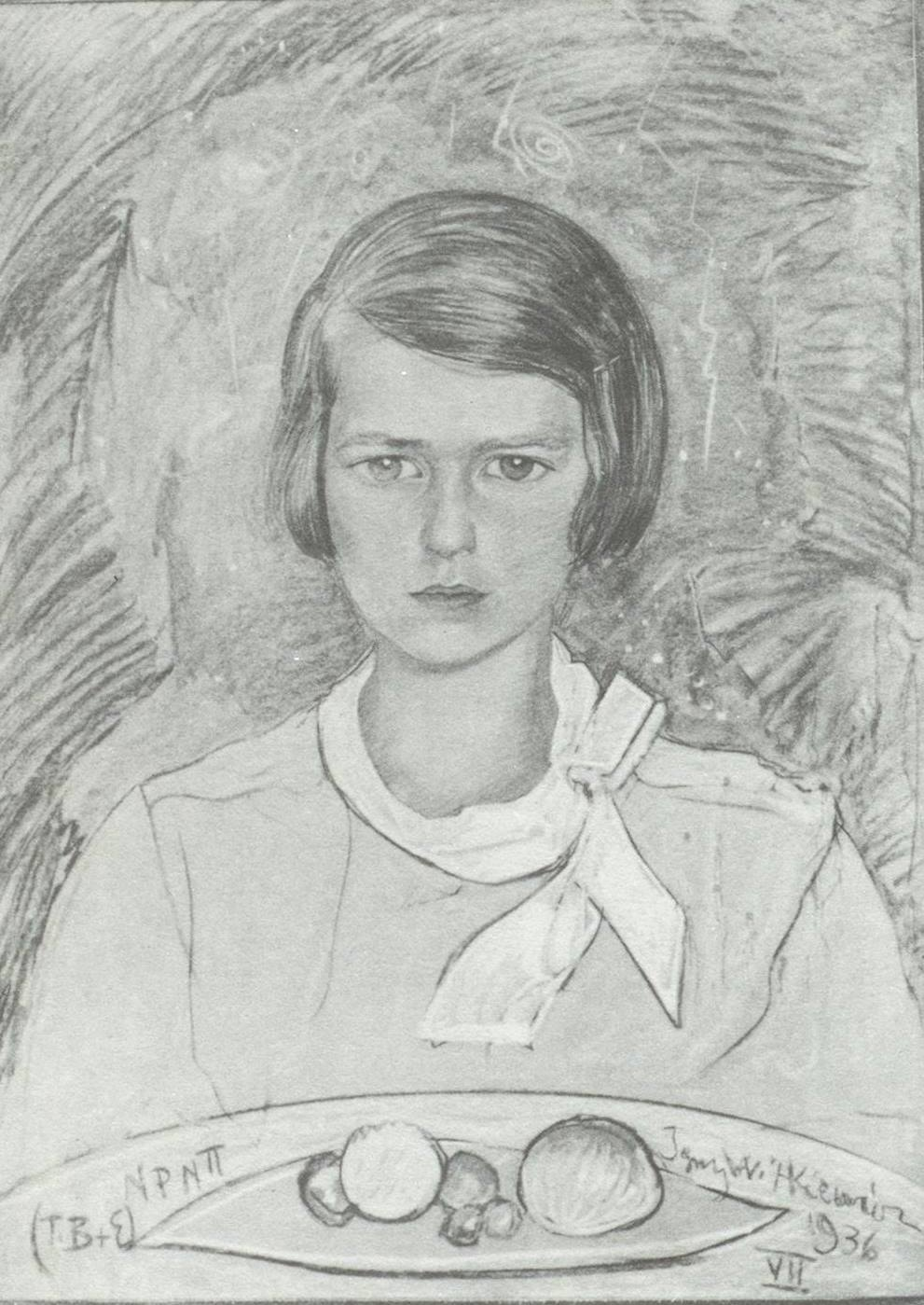
Żona Krystyna Groszkowska-Łukawska wedle portretu Stanisława Ignacego Witkiewicza z 1936 roku

Władysław Łukawski, ps. „Lipiec” (ur. 31 maja 1922 w Łodzi, zm. 9 lutego 2019) – polski architekt, konserwator zabytków i kapral podchorąży Armii Krajowej.

## Życiorys
Urodził się w Łodzi, w rodzinie Piotra (zm. 1954) i Heleny z d. Rumpfeldt (zm. 1963). Miał młodszego brata Janusza (1924–1988), żołnierza AK, ps. „Kwiecień”, uczestnika powstania warszawskiego. 
Uczestniczył w walkach obronnych we wrześniu 1939, odbył tajne szkolenie podchorążówki oraz uczestniczył w konspiracji od listopada 1941. Działał w ramach V Obwodu (Mokotów) Warszawskiego Okręgu Armii Krajowej w grupie artyleryjskiej „Granat” (dawny kryptonim „548”) pułku Baszta. Walczył podczas powstania warszawskiego na Mokotowie. 28 sierpnia 1944 został ranny w klatkę piersiową i prawą rękę. Po upadku powstania zbiegł wraz z Krystyną, swoją przyszłą żoną do Gołąbek, gdzie mieszkała rodzina narzeczonej. 10 października 1944 para wzięła ślub w kościele w Piastowie.
W 1949 ukończył studia na Wydziale Architektury Politechniki Warszawskiej, następnie ukończył Studium Podyplomowe w zakresie konserwacji zabytków na Wydziale Architektury Politechniki Warszawskiej. Od 1952 był członkiem Oddziału Warszawskiego SARP. Pracował jako projektant w Pracowni Konserwacji Zabytków Warszawa, architekt dzielnicy Mokotów w Warszawie, rzeczoznawca SARP oraz ławnik Sądu Wojewódzkiego w Warszawie.
W 1955 otrzymał zespołowe wyróżnienie Podkomitetu Literatury i Sztuki Nagrody Państwowej Sekcja Architektury i Urbanistyki za pionierską rolę, w pracach projektowych nad typizacją masowego budownictwa mieszkalnego w minionym 10-leciu.
W latach 70. XX w. był zaangażowany w prace restauracyjne stajni królewskich i folwarku w na terenie Łazienek Królewskich.
Od 10 października 1944 był mężem Krystyny z d. Groszkowskiej, koleżanki z dzieciństwa i uczestniczki konspiracji, sanitariuszki, ps. „Ela Skrzyp”.
Pochowany 21 lutego 2019 w grobie rodzinnym na cmentarzu Powązkowskim w Warszawie (kwatera 187-3-26,27).

## Ordery i odznaczenia
- Krzyż Walecznych
- Medal Wojska
- Krzyż Partyzancki
- Warszawski Krzyż Powstańczy
- Medal za Warszawę 1939–1945
- Medal Zwycięstwa i Wolności 1945
- Krzyż Armii Krajowej
- Krzyż Pamiątkowy Akcji „Burza”
- Odznaka Grunwaldzka[2]
- Odznaka pamiątkowa Akcji „Burza”